# توماس بينانت
توماس بينانت (14 يونيو بحسب التقويم القديم 1726 -16 ديسمبر 1798) عالم بالتاريخ الطبيعي، ورحالة، وكاتب، ومتخصص بالأثريات من ويلز. ولد وعاش حياته كلها في منزل عائلته، داونينغ هول بالقرب من ويتفورد، فلينتشاير، في ويلز.
كان فضوله كبيرًا باعتباره عالمًا بالتاريخ الطبيعي، إذ راقب الجغرافيا، والجيولوجيا، والنباتات، والحيوانات، والطيور، والزواحف، والبرمائيات، والأسماك من حوله وسجل ما رآه وسمعه. كتب كتبًا مشهورة منها: علم الحيوان البريطاني، وتاريخ الحيوانات الرباعية، وعلم الحيوان في القطب الشمالي، وعلم الحيوان الهندي على الرغم من أنه لم يسافر أبدًا إلى أبعد من أوروبا القارية. عرف وتواصل مع العديد من الشخصيات العلمية في عصره. أثرت كتبه على كتابات صمويل جونسون. بصفته متخصصًا بالأثريات، جمع مجموعة كبيرة من الأعمال الفنية وغيرها من الأعمال، واختارها تبعًا لأهميتها العلمية. العديد من هذه الأعمال موجودة الآن في مكتبة ويلز الوطنية.
بصفته رحالة، زار اسكتلندا وأجزاء أخرى كثيرة من بريطانيا وكتب عنها. أخذته العديد من أسفاره إلى أماكن لا يعرفها الجمهور البريطاني كثيرًا، وكانت كتب الرحلات التي أنتجها، مصحوبة بلوحات ملونة مرسومة ومنقوشة، موضع تقدير كبير. بدأت كل جولة انطلاقًا من منزله، وتحدث بالتفصيل عن المسار والمشهد وعادات وأنشطة وتقاليد وخرافات الأشخاص الذين التقى بهم، والحياة البرية التي رآها أو سمع عنها. سافر على ظهر الخيل برفقة خادمه، موسيس غريفيث، الذي رسم الأشياء التي صادفاها، ثم عمل عليها لاحقًا في الرسوم التوضيحية للكتب. لقد كان رجلًا ودودًا ولديه دائرة كبيرة من الأصدقاء، وبقي منشغلًا بمتابعة اهتماماته في الستينيات من عمره. تمتع بصحة جيدة طوال حياته وتوفي في داونينغ عن عمر ناهز الثانية والسبعين.

## الاهتمامات
أثارت زيارته لكورنوال في 1746-1747، حيث التقى عالم الآثار والطبيعية ويليام بورلاز، اهتمامه بالمعادن والحفريات التي شكلت دراسته العلمية الرئيسية خلال خمسينيات القرن الثامن عشر. في عام 1750 أدرِج وصفه لزلزال في داونينغ في المداولات الفلسفية للجمعية الملكية، وظهرت أيضًا في عام 1756 ورقة عن العديد من الأجسام المرجانية التي جمعها في كولبروكديل، شروبشاير. من الناحية العملية، استخدم بينانت معرفته الجيولوجية لفتح منجم رصاص، مما ساعد على تمويل التحسينات في داونينغ بعد أن ورث التركة في عام 1763.
في عام 1754 انتخِب زميلًا في جمعية الآثار، ولكن بحلول عام 1760 كان سعيدًا بالزواج واستقال من الزمالة «كانت ظروفي في ذلك الوقت ضيقة للغاية، وكان والدي على قيد الحياة، واعتقدت عبثًا أن سعادتي ستكون دائمة، وأنه لم يكن يجب استدعائي مرة أخرى من تقاعدي لتسلية نفسي في المدينة، أو لأكون مفيدًا للمجتمع». عندما تحسنت ظروفه المالية لاحقًا، أصبح راعيًا وجامعًا. جمع مجموعة كبيرة من الأعمال الفنية، أنتِج العديد منها بناءً على طلبه، واختارها لأهميتها العلمية بدلًا من قيمتها الذوقية. كان لديه العديد من الأعمال لنيكولاس بوكوك التي تمثل التضاريس الطبوغرافية، معظمها في ويلز، وأعمال أخرى للفنان بيتر بايلو، ربما أنتجت بناءً على طلبه، تمثل أنواعًا مناخية مختلفة. يظهر كرجل بلد نبيل في بورتريه رسمها توماس غينزبرة. ضمت «مجموعة بينانت»، الموجودة في مكتبة ويلز الوطنية، العديد من الألوان المائية لموسيس غريفيث وجون إنغلبي، وبعض الرسومات لبينانت نفسه.
قدم الفنان موسيس غريفيث، وهو من مواليد برينكروس في شبه جزيرة لِن، رسومًا توضيحية لمعظم كتب بينانت. وظفه بينانت للعمل بدوام كامل وأقام في داونينغ. ضمت مجموعة بينانت العديد من هذه اللوحات، التي يحتفظ بها متحف ويلز الوطني. وظف بينانت فنانًا آخرًا أكثر تخصصًا هو جون إنغليبي من هالكين والذي قدم في الغالب مشاهد المدينة والصور المتدرجة.
كان بينانت مالكًا محسنًا للأرض ومدافعًا نشطًا عن النظام القائم في الكنيسة والدولة. شغل منصب عمدة مدينة فلينتشاير عام 1761، وعارض بقوة التحريض الشعبي للإصلاح البرلماني. في عام 1784 أيد محاكمة ويليام ديفيز شيبلي، كبير كهنة كنيسة القديس آساف، بتهمة الفتنة.

## الأعمال والمنشورات العلمية

### الأعمال الأولية
كانت منشورات بينانت الأولى عبارة عن أوراق علمية عن الزلزال الذي تعرض له، وموضوعات جيولوجية أخرى وعلم الأحياء القديمة. أثار أحد هؤلاء إعجاب كارل لينيوس، لدرجة أنه في عام 1757، قدم اسم بينانت وانتخب حسب الأصول عضوًا في الجمعية الملكية السويدية للعلوم. شعر بينانت بالفخر الشديد من هذا واستمر في التواصل مع لينيوس طوال حياته.
لاحظ بينانت أن علماء الطبيعة في البلدان الأوروبية الأخرى أنتجوا مجلدات تصف الحيوانات الموجودة في أراضيهم، لذلك بدأ في عام 1761، عملًا مشابهًا عن بريطانيا، أطلق عليه علم الحيوان البريطاني. كان هذا كتابًا شاملًا به 132 لوحة مطوية ملونة. نُشر في 1766 و1767 في أربعة مجلدات كإصدارات رباعية، وتبع ذلك طبعات صغيرة أخرى. كانت الرسوم التوضيحية باهظة الثمن لدرجة أنه جنى القليل من المال من المنشورات، وعندما كان هناك ربح، قدمه للأعمال الخيرية. على سبيل المثال: حصل بائع الكتب بنيامين وايت، شقيق عالم الطبيعة غيلبرت وايت، على إذن بدفع 100 جنيه إسترليني لنشر طبعة أوكتافو، وتبرع بالأموال التي جُمعت إلى مدرسة ويلز الخيرية. أضيفت مجلدات أخرى في التذييل لاحقًا وتُرجم النص، المكتوب إلى حد كبير من الملاحظات الشخصية، إلى اللاتينية والألمانية. كانت الملاحظات التي سجلها بينانت في علم الحيوان البريطاني مفصلة ودقيقة بما يكفي، إذ كان من الممكن استخدامها لإعادة إنشاء دراسة بيئية حديثة استخدمت ما قيمته عقد من البيانات الجزيئية القائمة على المختبر.
استغرق الكتاب عدة سنوات للكتابة وخلال تلك الفترة، أصيب بينانت بمأساة شخصية عندما ماتت زوجته. بعد ذلك بوقت قصير، في فبراير 1765 وكرد فعل على ما يبدو، انطلق في رحلة إلى قارة أوروبا، بدءًا من فرنسا حيث التقى بعلماء الطبيعة وعلماء آخرين بما في ذلك كونت دي بوفون، فولتير، الذي وصفه بأنه «ذو ذكاء شرير»، هالر وبالاس، واستمروا في التراسل لمصلحتهم المتبادلة. اشتكى لاحقًا من أن الكونت استخدم العديد من بياناته على الحيوانات في كتابه التاريخ الطبيعي دون أن ينسبها بشكل صحيح إلى بينانت. كان لقاؤه مع بالاس مهمًا، لأنه دفع بينانت لكتابة ملخصه الرباعي. وجد هو وبالاس شركة متجانسة روحًا وطبعًا، وكلاهما كانا من المعجبين جدًا بعالم الطبيعة الإنجليزي جون راي. كان القصد أن يكتب بالاس الكتاب، لكن بعد أن كتب خطوطًا عريضة لما خطط له، استدعته الإمبراطورة كاثرين العظيمة إلى بلاطها في سان بطرسبرغ. بناءً على طلبها، قاد «رحلة استكشافية فلسفية» إلى أراضيها البعيدة استمرت ست سنوات، لذلك تولى بينانت المشروع.
انتخِب بينانت زميلًا في الجمعية الملكية في عام 1767. في هذا الوقت التقى بالسير جوزيف بانكس الذي سافر كثيرًا وزاره في منزله في لينكولنشاير. قدم له بانكس جلد بطريق من النوع الجديد، جُلب مؤخرًا من جزر فوكلاند. كتب بينانت رواية عن هذا الطائر، البطريق الملك، وجميع أنواع البطريق المعروفة الأخرى التي نُشرت في المداولات الفلسفية للجمعية الملكية.